# 迪尔达尔
迪尔达尔（：‎，1918年2月20日—1948年10月），原名尤尼斯·梅莱·雷乌弗（：‎），库尔德诗人、人文主义者、社会活动家，1918年2月20日生于奥斯曼帝国摩苏尔省科伊桑贾克（今位于伊拉克库尔德斯坦埃尔比勒省），1948年10月12日逝世于埃尔比勒。
他在Ranye开始上学，在基尔库克完成高中，后来移居巴格达学习法律，求学时，他加入了Hiwā党，该党致力于库尔德斯坦统一，是该领域第一个合法组织。1945年从法律学校毕业。
1948年，迪尔达尔就因为心脏问题而英年早逝了。但在其生前，他1938年在狱中写的诗《Ey Reqîb》（嘿，敌人）被用于库尔德国歌。该曲首次演唱是在1946年在伊朗马哈巴德短命的库尔德斯坦共和国宣告成立时。现在，这首歌被定为伊拉克库尔德人自治区伊拉克库尔德斯坦的官方歌曲。 
迪尔达尔的很多具有经典库尔德风格的诗最早发表在具有很大影响力的库尔德文学期刊《Ronākī》（埃尔比勒，1935-36）和《Galawēz》（巴格达，1939-49）上，在库尔德语、伊拉克与波斯的文学的发展中起着重要的作用。同时，在继承纯粹的经典风格之后，他还将浪漫主义和现实主义的元素引入了库尔德诗歌之中。很多他的诗被谱成了歌曲，其中《Ey Reqîb》被大多数库尔德人视为国歌。